# The Artwoods
The Artwoods, aussi appelé The Art Woods par Decca Records, est un groupe britannique de rhythm and blues, actif entre 1963 et 1967.

## Histoire
En 1963, le chanteur Art Wood (en) (ex-Blues Incorporated) voit son groupe, The Art Wood Combo, se disperser. Fan d'un petit groupe nommé Red Bludd's Bluesicians, il convainc deux de ses membres, le claviériste Jon Lord et le guitariste Derek Griffiths, de former un nouveau groupe avec lui. Ils se baptisent « The Artwoods » et sont rejoints en 1964 par le bassiste Malcolm Pool (en) (ex-The Roadrunners) et le batteur Keef Hartley (ex-Rory Storm and the Hurricanes) avant de décrocher un contrat avec Decca Records.
Les Artwoods publient quelques 45 tours et un album dans les années qui suivent, mais le succès n'est pas au rendez-vous : leur meilleur classement est une 35e place dans le Melody Maker pour I Take What I Want en 1965. Le groupe se sépare à l'été 1967, après une dernière tournée au Danemark où leur single Brother Can You Spare a Dime, tentative de profiter de la mode des films de gangsters parue sous le nom « St. Valentine's Day Massacre », a rencontré un succès aussi prodigieux qu'inattendu. Keef Hartley rejoint les Bluesbreakers de John Mayall, tandis que Jon Lord, après un bref passage chez les Flower Pot Men, part fonder Deep Purple. 
À noter que le jeune frère de Art Wood est le guitariste Ron Wood, qui a œuvré avec les Faces de Rod Stewart, avant de rejoindre les Rolling Stones, en remplacement de Mick Taylor. 

## Discographie

### Album studio
- 1966 : Art Gallery

### Singles
- 1964 : Sweet Mary / If I Ever Get My Hands on You
- 1965 : Oh My Love / Big City
- 1965 : Goodbye Sisters / She Knows What to Do
- 1966 : I Take What I Want / I'm Looking for a Saxophonist
- 1966 : I Feel Good / Molly Anderson's Cookery Book
- 1967 : What Shall I Do / In the Deep End
- 1967 : Brother Can You Spare a Dime / Al's Party (sous le nom « St. Valentine's Day Massacre »)

### EP
- 1966 : Oh My Love
- 1966 : Jazz in Jeans